# Grotte de Cervantes
La grotte de Cervantes est une grotte située dans la commune de Belouizdad, à Alger. Elle se trouve sur une colline, entre Diar el Mahçoul et le boulevard du même nom, à l'ouest du bois des Arcades, dans le quartier du Hamma.
La grotte de Cervantès porte le nom du célèbre écrivain espagnol Miguel de Cervantes, qui s'est réfugié lors d'une tentative d'évasion au cours de ses cinq années de captivité à Alger entre 1575 et 1580.

## Histoire
Elle est connue pour avoir permis à Miguel de Cervantes et à ses compagnons, après avoir été capturés par les  Barbaresques, de se cacher en 1577, en espérant pouvoir s'échapper vers l'Espagne.
Miguel de Cervantes avait été capturé, alors qu'il regagnait l'Espagne après la bataille de Lépante (1571) où il avait perdu sa main gauche, en compagnie de son frère Rodrigo le 26 septembre 1575 par un des corsaires de la Régence d'Alger, Mezzomorto Hüseyin Pacha.
Après quatre tentatives infructueuses d'évasion, dont une longue période passée à la grotte, il est enfin racheté en 1580 avec d'autres prisonniers espagnols et regagne Madrid. Ses longues années de captivité à Alger semblent l'avoir dissuadé de continuer sa vie de soldat pour se consacrer à l'écriture, en particulier de son œuvre, Don Quichotte de la Manche.